# پل پری
پل پری (انگلیسی: Paul Perri؛ زادهٔ ۶ نوامبر ۱۹۵۳) یک هنرپیشه اهل ایالات متحده آمریکا است.
از فیلم‌ها یا برنامه‌های تلویزیونی که وی در آن نقش داشته است می‌توان به بدون مدرک، آشوب، نفوذی، شکارچی انسان، شکنجه، فرار از زندان، آناتومی گری و قهرمان‌ها اشاره کرد.